# 12734 Харуна
12734 Харуна (12734 Haruna) — астероїд головного поясу, відкритий 29 жовтня 1991 року.
Тіссеранів параметр щодо Юпітера — 3,454.